# Anton Belov (hockeista su ghiaccio)
Anton Sergeevič Belov (in russo Антон Серге́евич Бело́в?; Rjazan', 29 luglio 1986) è un hockeista su ghiaccio russo.

## Palmarès

### Mondiali
- 4 medaglie:
  - 1 oro (Bielorussia 2014)
  - 1 argento (Repubblica Ceca 2015)
  - 2 bronzi (Russia 2016; Germania/Francia 2017)